# Béla Háray
Béla Háray (Budimpešta, Mađarska, 25. ožujka 1915. – Budimpešta, Mađarska, 9. ožujka 1988.), je bivši mađarski hokejaš na travi i hokejaš na ledu. 
Na hokejaškom turniru na ljetnjim Olimpijskim igrama 1936. u Berlinu je igrao za Mađarsku. Mađarska je ispala u 1. krugu, s jednom pobjedom i dva poraza je bila predzadnja, treća u skupini "A". Odigrao je tri susreta na mjestu napadača i postigao je dva pogotka.
Te 1936. je igrao za klub hokeja na travi Budapesti (Budai) Toran Egylet.
Na turniru u hokeju na ledu na zimskim Olimpijskim igrama 1936. u Garmisch-Partenkirchenu je igrao za Mađarsku. Mađarska je ispala u 2. krugu. Odigrao je pet susreta i postigao je četiri pogotka.

## Vanjske poveznice
- Profil na Sports Reference.com  Arhivirana inačica izvorne stranice od 19. svibnja 2011. (Wayback Machine)